# Sven Beuter

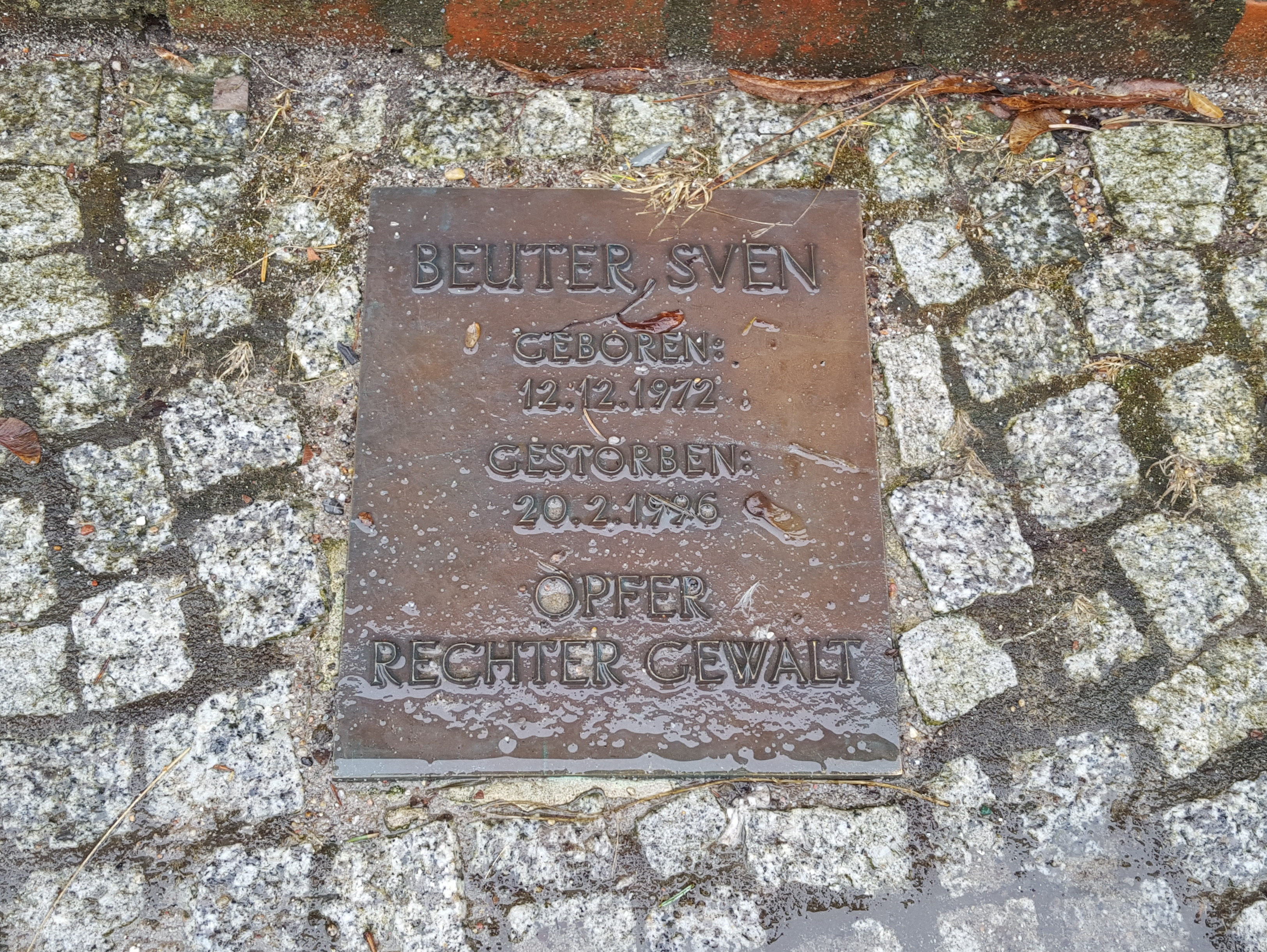
Gedenktafel in der Havelstraße in Brandenburg an der Havel

Sven Beuter (* 12. Dezember 1972; † 20. Februar 1996 in Brandenburg an der Havel) war ein deutscher Dachdecker, der aufgrund der Zugehörigkeit zur Punkszene in Brandenburg an der Havel am 15. Februar 1996 von einem Neonazi attackiert und so schwer verletzt wurde, dass er fünf Tage später an seinen Verletzungen im Krankenhaus starb. Er war ein Todesopfer rechtsextremer Gewalt in der Bundesrepublik Deutschland.

## Leben
Seine Kindheit verbrachte Beuter unter anderem im Heim, denn die Beziehung zu seinem Vater galt als sehr schwierig. Er erlernte den Beruf des Dachdeckers und finanzierte sein Leben anschließend durch Gelegenheitsarbeiten und den Bezug von Sozialhilfe. Sven Beuter wurde wiederholt Opfer neonazistischer Übergriffe. So war er 1993 mit Baseballschlägern angegriffen worden und erlitt einen Schädelbruch mit Verletzungen des Gehirns. In der Folge musste er in der Landesklinik Brandenburg unter anderem das Sprechen neu erlernen. Nach diesem Angriff war er leicht geistig behindert. Bei einem weiteren Angriff im Jahre 1994 wurde sein rechter Arm derart verletzt, dass er ab diesem Zeitpunkt steif war.

## Der Tathergang
Der Angriff vom körperlich überlegenen Neonazi Sascha L. auf Sven Beuter ereignete sich am Abend des 15. Februar 1996 in der Grabenstraße in Brandenburg an der Havel. Sven Beuter saß an diesem Abend gemeinsam mit seinen Freunden in seiner Wohnung. Sie tranken Bier und schauten Fernsehen. Als das Bier alle war, machte sich Sven Beuter auf, um neues zu holen.
L. war zum gleichen Zeitpunkt mit zwei Freunden in der Stadt unterwegs. Sie kehrten in eine Lokalität in der Fischerstraße ein, wo sie drei Flaschen Schnaps und jeder zusätzlich noch vier Flaschen Bier tranken. Daraufhin trennten sich die Wege der drei und L. traf in der Grabenstraße auf Sven Beuter. Nach Angaben des Täters sei er auf Sven Beuter losgegangen, nachdem dieser ihn als „Nazischwein“ beschimpft habe. Er schlug auf sein Opfer ein, welches nach rechtsmedizinischem Gutachten schnell bewusstlos zu Boden gegangen sein muss. Typische Abwehrspuren an den Armen konnten nicht dokumentiert werden. Anschließend zerrte der Täter Sven Beuter rund 50 Meter hinter sich her, um ihn dann in der Havelstraße weiter mit Schlägen und Tritten zu traktieren. Diese Vorgänge sind durch einen Zeugen belegt, welcher nun gemeinsam mit seinem Schwiegersohn eingriff. Den beiden gelang es, den Täter zu überwältigen und bis zum Eintreffen der Polizei festzuhalten. Diese sollen zunächst die Personalien der Helfer kontrolliert haben, bevor sie einen Krankenwagen für den am Boden liegenden Sven Beuter riefen. In der Zwischenzeit bildete sich um den Körper des Opfers eine Blutlache mit einem Durchmesser von einem halben Meter. Der Täter wurde mit auf die Polizeiwache genommen, wo ihm Blut abgenommen wurde. Anschließend konnte er wieder gehen. Währenddessen brachte der Rettungswagen den unterkühlten Sven Beuter ins Krankenhaus, wo er am 20. Februar 1996 verstarb. Zu den rechtsmedizinisch dokumentierten Verletzungen zählten ein mehrfacher Riss der Leber, eine gebrochene Nase, diverse Hämatome über den ganzen Körper verteilt, eine sechs Zentimeter lange offene Wunde am Auge, ein ausgeprägtes Hirnödem, Kieferbruch und viele weitere Verletzungen. Der fünf Tage später eintretende Hirntod wurde durch einen Tritt gegen die linke Wange verursacht. Erst nach dem Tod seines Opfers wurde der Täter verhaftet und blieb bis zur Verhandlung in Untersuchungshaft.

## Die Gerichtsverhandlung
Die Verhandlung gegen den 21-jährigen Sascha L., der aus dem in der Nähe von Brandenburg an der Havel gelegenen Dorf Damsdorf in der Gemeinde Kloster Lehnin stammte, fand ab dem 4. November 1996 vor dem Landgericht Potsdam statt. Die Anklage lautete zunächst auf Mord an Sven Beuter.
Im Verlauf der dreitägigen Gerichtsverhandlung konnte dem Angeklagten, der den Behörden aufgrund mehrerer Strafanzeigen bereits vor der Tat als rechtsextremer Gewalttäter bekannt gewesen war, eine „diffuse faschistische Weltanschauung“ und enge Verbindungen zur neonazistischen Szene in Brandenburg an der Havel nachgewiesen werden. Die Brutalität der Handlungen des Angeklagten wurde dadurch dokumentiert, dass ein Gerichtsmediziner Beuters Verletzungen mit solchen verglich, die üblicherweise bei schweren Autounfällen auftreten. Nicht einmal, nachdem bei Beuter Bewusstlosigkeit eingetreten war, hatte der Angeklagte von seinem Opfer abgelassen.
Da als Mordmerkmal ein niederer Beweggrund nicht mit Sicherheit nachgewiesen werden konnte und der Angeklagte aufgrund eines zum Tatzeitpunkt nachgewiesenen Blutalkoholgehalts von 2,33 Promille für vermindert schuldfähig angesehen wurde, erfolgte letztlich eine Verurteilung wegen Totschlags und eine Strafe von sieben Jahren und sechs Monaten Haft wurde festgesetzt.

## Nach der Tat

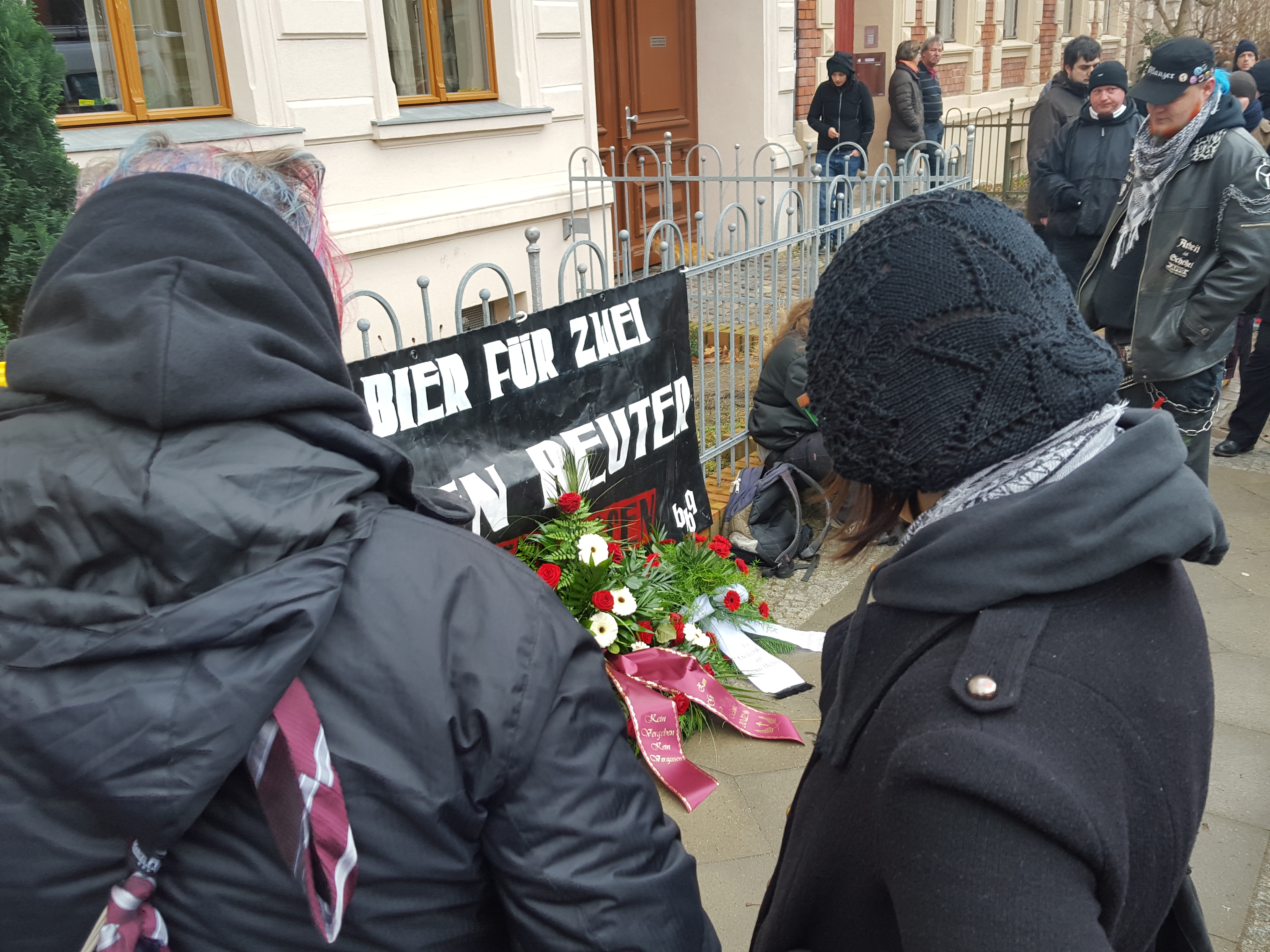
Gedenken am 20. Todestag Sven Beuters, 20. Februar 2016

Seit dem Mord an Sven Beuter gibt es jährlich Gedenkveranstaltungen. Die erste fand genau einen Monat nach dem brutalen Angriff auf den jungen Punk mit Irokesenschnitt statt. Am 15. März versammelten sich rund 100 Personen zu einer unangemeldeten Demonstration in der Innenstadt von Brandenburg an der Havel. Diese wurde jedoch durch die Polizei aufgelöst.
Zum ersten Todestag organisierte die Antifa Jugend Brandenburg eine „antifaschistische Demonstration gegen faschistische Strukturen und rechte Gewalt“ in der Havelstadt. Während des Gedenkmarsches mit circa 350 Teilnehmerinnen und Teilnehmern kam es zu gewalttätigen Auseinandersetzungen zwischen Antifaschisten und der Polizei. Dabei gingen diverse Scheiben zu Bruch und einige Autos wurden in Brand gesetzt. Als Ursache für die Ausschreitungen benannten die Veranstalter die stetige Provokation lokaler Neonazis in unmittelbarer Nähe der Veranstaltung.
Auch im Jahre 1998 organisierte die Antifa Jugend Brandenburg anlässlich des Todestages von Sven Beuter eine Gedenkkundgebung im Theaterpark, welcher sich in unmittelbarer Nähe des Tatortes befindet. Bei der Kranzniederlegung nahmen damals rund 120 Menschen teil. Vier Brandenburger Neonazis planten einen Angriff auf die Kundgebung. Sie verstecken sich auf einem Dach und wollten von dort auf die Teilnehmer schießen. Dies wurde jedoch durch die Polizei, welche nach den Ausschreitungen im Jahre 1997 massiv in der Stadt präsent war, verhindert.
Zum elften Todestag gab die Stadt Brandenburg an der Havel bekannt, dass sie für Sven Beuter eine Gedenkplatte stiftet. Auf dieser steht sein Name, die Geburts- und Sterbedaten sowie die Worte „Opfer rechter Gewalt“. Die Platte wurde am 9. Mai 2007 vor dem Haus in der Havelstraße 13 verlegt. Bis zu diesem Haus hatte Sascha L. sein wehrloses Opfer gezerrt und hier wurde der Täter von den beiden Helfern überwältigt und der Polizei übergeben.
Seit der Verlegung wurden jährlich Gedenkveranstaltungen durch die Partei Die Linke und der Linksjugend [solid] durchgeführt. Der Bürgermeister Steffen Scheller erklärte im Jahre 2011, „dass die Stadt keine Veranlassung mehr für die Durchführung einer solchen Veranstaltung sieht.“ Seit 2012 beteiligt sich auch das überregionale Antifaschistische Netzwerk Brandenburg/Havel – Premnitz – Rathenow an der Organisierung der Gedenkveranstaltung.
2016 wurde in der Stadtverordnetenversammlung Brandenburgs diskutiert, Sven Beuter durch die Benennung einer Straße beziehungsweise eines Platzes nach ihm zu gedenken. Entsprechende Vorschläge fanden keine Mehrheit.